# Unterweißbach
Unterweißbach là một đô thị thuộc huyện Saalfeld-Rudolstadt, trong bang Thüringen, nước Đức. Đô thị Unterweißbach có diện tích 13,14 km².